# 크빌린치 하르트만
크빌린치 하르트만 (Quilindschy Hartman, 2001년 11월 14일 ~ )는 네덜란드의 축구 선수이며, 번리에서 레프트백으로 뛰고 있다.